# Proctotrupes
Proctotrupes (лат.) — род проктотрупоидных наездников (Proctotrupoidea) из семейства Proctotrupidae (Proctotrupinae).

## Распространение
Всесветное.

## Описание
Мелкие паразитические наездники. Паразитируют на личинках жужелиц (Carabidae). Мандибулы с 1 апикальным зубцом. Усики 13-члениковые. Бока переднеспинки с продольными морщинками. Брюшко со стебельком
Около 10 видов, в Европе — 5 видов.
- Proctotrupes bistriatus Moller, 1882
- Proctotrupes brachypterus (Schrank, 1780)
- Proctotrupes caudatus Say, 1824
- Proctotrupes cellularis (Brues, 1923)
- Proctotrupes exhumatus  (Brues, 1910)
- Proctotrupes gravidator  (Linnaeus, 1758)
- Proctotrupes maurus  (Kieffer, 1908)
- Proctotrupes pallidus  (Say, 1828)
- Proctotrupes rottensis  (Meunier, 1920)
- Proctotrupes terminalis  (Ashmead, 1893)